# Георгиевка (Великоновосёлковский район)
Гео́ргиевка (укр. Георгіївка) — село на Украине, находится в Великоновосёлковском районе Донецкой области.
Код КОАТУУ — 1421283602. Население по переписи 2001 года составляет 211 человек. Почтовый индекс — 85570. Телефонный код — 6243.

## Адрес местного совета
85570, Донецкая область, Великоновосёлковский район с. Новопетриковка, ул.Советська, 8, 94-6-47